# IC 1237
IC 1237 — галактика типу SBbc (компактна витягнута галактика) у сузір'ї Дракон.
Цей об'єкт міститься в оригінальній редакції індексного каталогу.